# عقد 730
عقد 730 هو عقد امتد بين 1 يناير 730 و31 ديسمبر 739 بحسب التقويم الميلادي. سبقه عقد 720 ولحقه عقد 740.

## أحداث
- معركة بلاط الشهداء (732)
- معركة أفينيون (737)
- معركة بوردو (732)
- معركة نيم (736)
- معركة أربونة (737)
- معركة بورن (734)
- معركة وادي بير (737)

## مواليد
- أبو عبد الله المدني (738)
- عبد الرحمن بن رستم (735)
- الكسائي (737)
- أريكيس الثاني من بينيفينتو (734)
- محمد بن حازم الباهلي (731)
- عبد الله بن المبارك (736)
- الهيثم بن عدي (738)
- ابن الكلبي (737)
- يزيد بن هارون (736)
- الحسن بن زياد اللؤلؤي (734)
- عبد الرحمن الداخل (731)

## وفيات
- وهب بن منبه (738)
- فليبرورد (739)
- عطاء بن أبي رباح (732)
- علي بن عبد الله بن عباس (736)
- غريغوري الثاني (731)
- بيلايو (737)
- بوبو (734)
- قزمان الأول (730)
- محمد بن يحيى بن حبان (738)
- أسد بن عبد الله القسري (738)
- الجراح الحكمي (730)

## كتب
- Yves Denis Papin (1998). Chronologie de l'histoire ancienne. Lieu de publication non identifié: Éditions Jean-paul Gisserot. ISBN:2-87747-346-5. OCLC:40746926. مؤرشف من الأصل في 2022-03-16.
- موسوعة حضارة العالم (2002) لأحمد محمد عوف.

## روابط خارجية
- تصفح سنة بسنة عقد 730 على موقع onthisday.com
- تصفح سنة بسنة عقد 730 ابتداءً من سنة عقد 730 على موقع المكتبة الوطنية الفرنسية